# Etničke grupe Britanskih Djevičanskih otoka
Etničke grupe Britanskih Djevičanskih otoka, 23,000 stanovnika (UN Country Population; 2008)
- Angloamerikanci, 700
- Britanci	1,000
- Indopakistanci	800
- Portugalci	30
- Siro-libanonski Arapi	50
- Virdžinci	19,000